# اسپلو
اسپلو یک شهر قدیمی در ایتالیا است. این شهر به شهر گل معروف است.

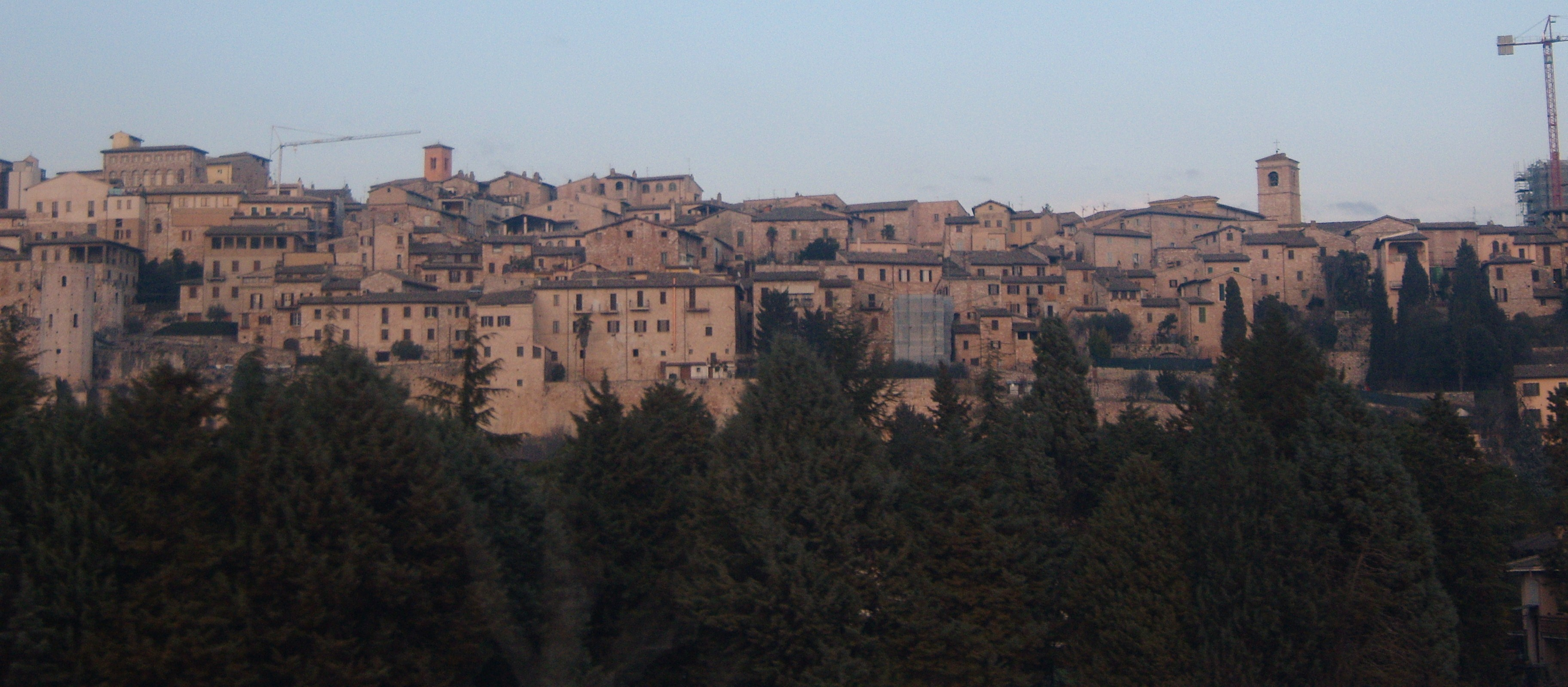
پانوتاما

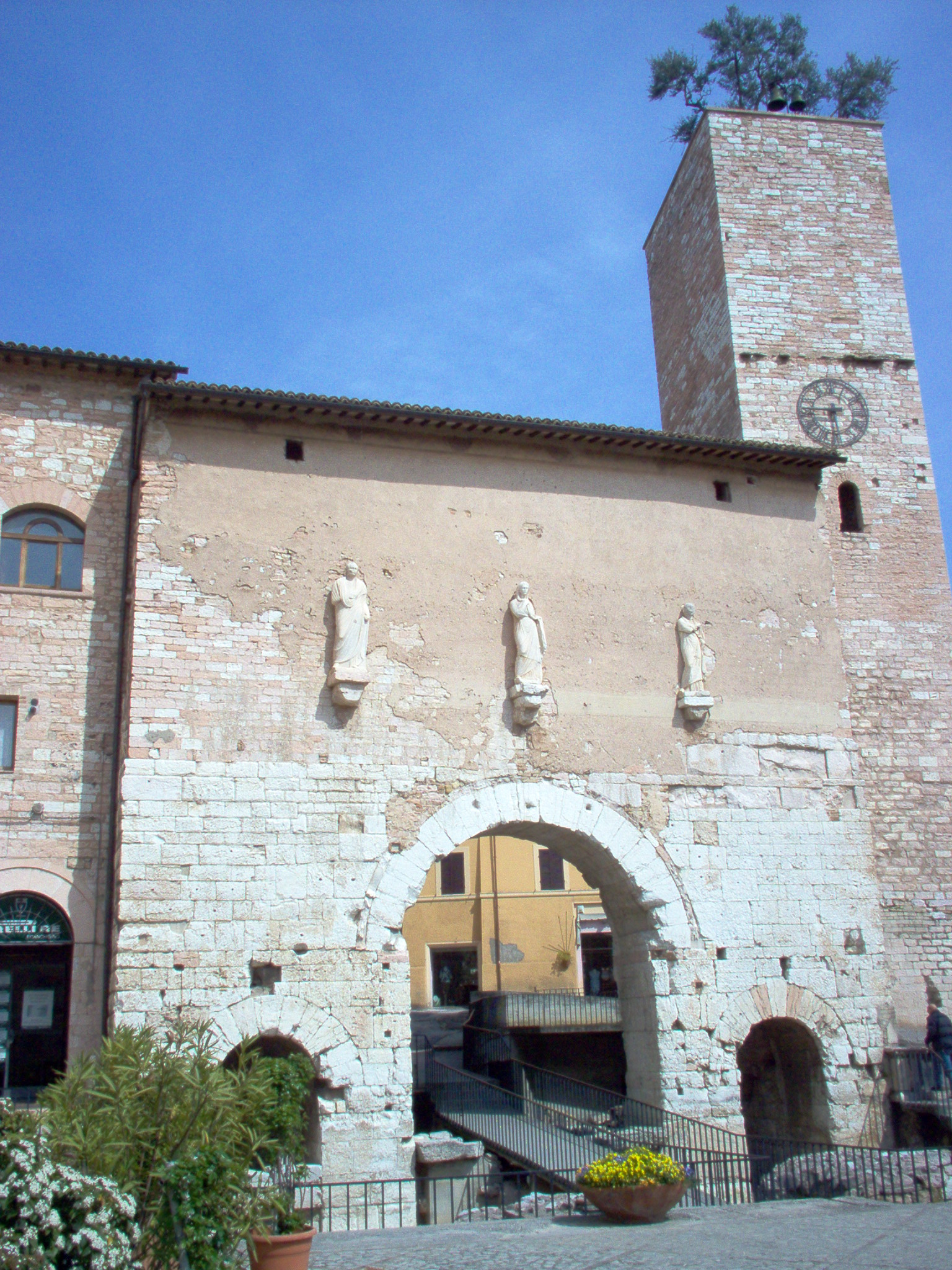
آمفی تاتر اسپلو

## تاریخچه
اسپلو. [ اِپ ِل ْ ل ُ ] (اِخ ) روستایی است در وسط ایتالیا در  استان پروجا در نزدیکی رم در ۶ کیلومتری شمال‌غربی شهر فولینو واقع شده‌است. از روستاهای مستحکم قدیمی است. در تاریخ ۱۵۲۹ م . شارلکن این روستا را ضبط کرده بود و پس از وی به تخریب آن پرداخت .

## گالری تصاویر

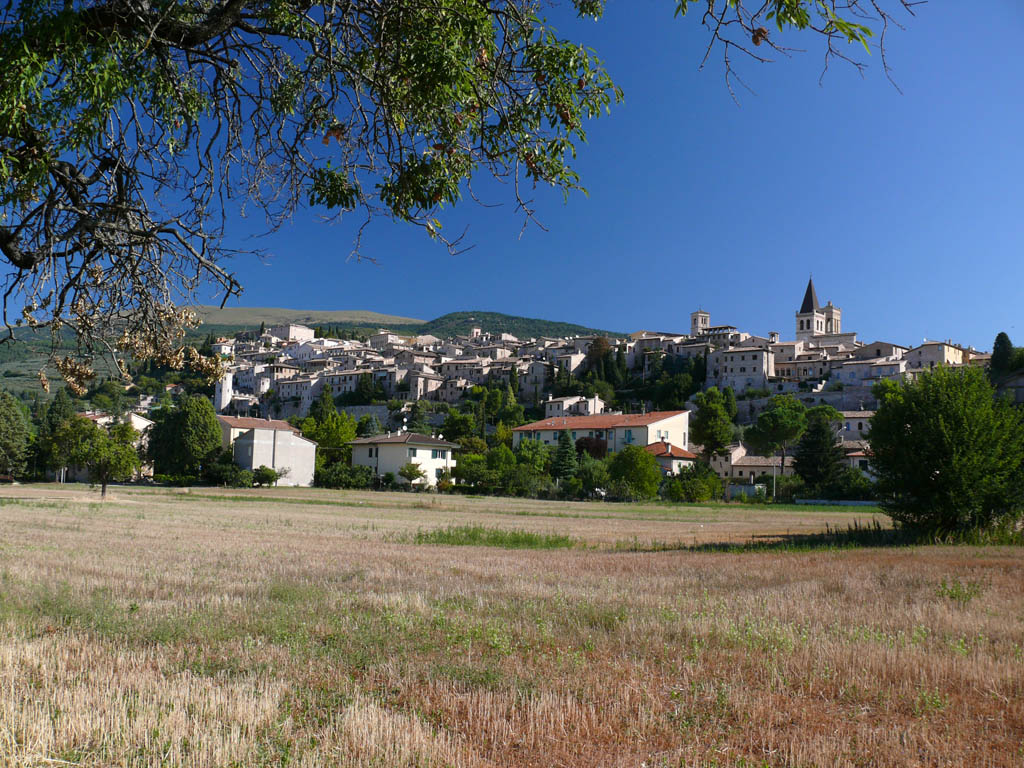
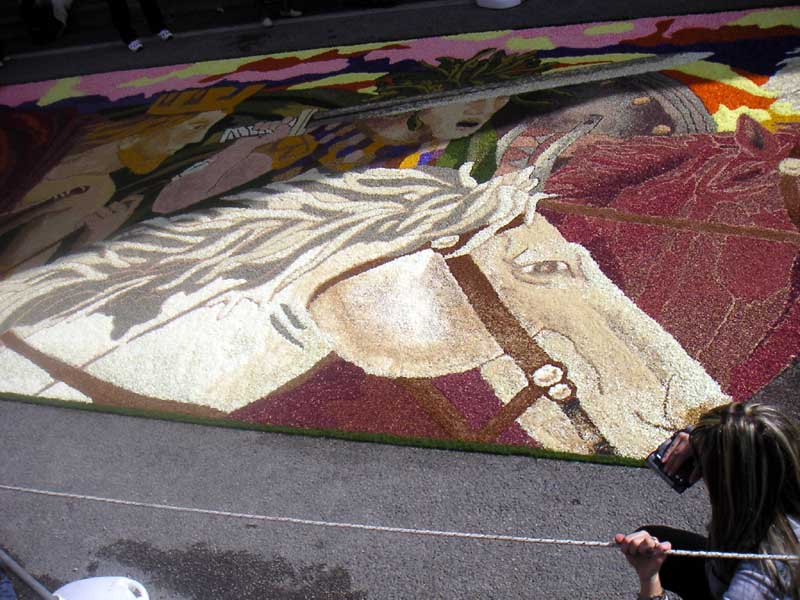
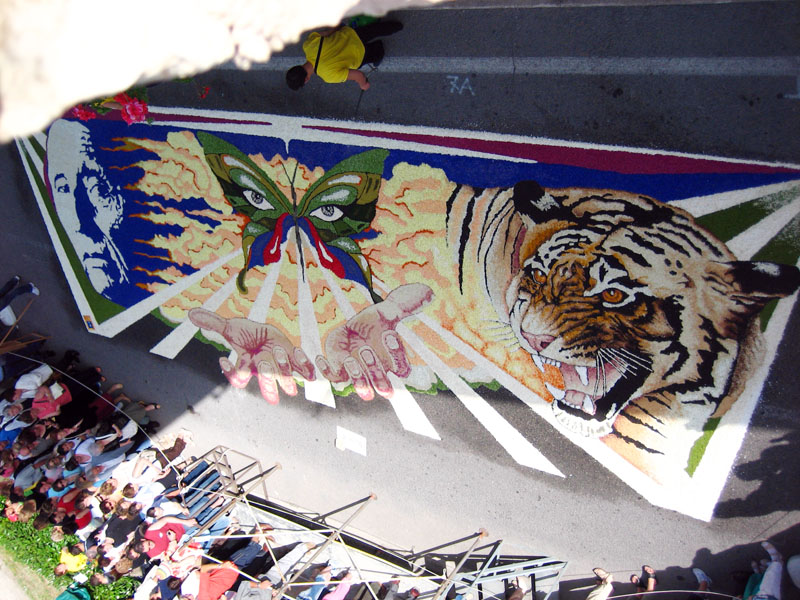